# 8191
8191 è il numero naturale che segue il 8190 e precede il 8192.

## Proprietà matematiche
- È un numero dispari.
- Può essere scritto come somma di potenze consecutive in due modi diversi: 8191 = 20 + 21 + 22 + 23 + 24 + 25 + 26 + 27 + 28 + 29 + 210 + 211 + 212 = + 900 + 901 + 902.

Riguardo all'ultima proprietà si può dire che sia piuttosto rara.
Infatti esiste un solo numero inferiore a questo che la realizzi ed è il 31, mentre il più piccolo, ma maggiore di esso, a goderne è il 2305843009213693951.